# Голубцов, Вадим Витальевич
Вадим Витальевич Голубцов (род. 2 января 1988, Липецк) — российский хоккеист, нападающий.

## Биография
Воспитанник липецкого хоккея, первый тренер Андрей Владимирович Воронков. Начинал играть в команде «Липецк-2» (2003/04 — 2004/05). Сезон 2005/06 начал в команде высшей лиги ЦСК ВВС Самара, затем играл в клубах Суперлиги и КХЛ «Лада» Тольятти (2005/06 — 2006/072008/09 — 2009/10), «Амур» Хабаровск (2007/08), «Металлург» Новокузнецк (2010/11). Сезон 2011/12 провёл в клубах ВХЛ «Ермак» Ангарск и «Сокол» Красноярск. Сезон 2012/13 отыграл в РХЛ за «Липецк». Обладатель «Братины» в составе «Сарыарки» (2013/14). Сезон 2014/15 отыграл в «Липецке». После распада команды перешёл в «Химик» Воскресенск. Отыграв сезон, перешёл в «Славутич». Набрал в пяти матчах 5 (2+3) очков, был отчислен и завершил профессиональную карьеру.
Участник чемпионата мира среди юниорских команд 2006. Бронзовый призёр молодёжного чемпионата мира (2008).
Тренировал детские команды «Сокол» Уварово и «Динамо» Липецк.